# Johann Nepomuk von Effner
Johann Nepomuk von Effner (* 30. September 1757 in Straubing; † 3. Juni 1817 in München) war Königlich Bayerischer Geheimrat, Bürgermeister und Stadtoberrichter in München, Mitglied der Verfassungskommission 1814/15.

## Leben
Johann Nepomuk von Effner war der Sohn des kurbayerischen Regierungsrats und Salzbeamten in Straubing Gaudenz Joseph Jacob von Effner und seiner Ehefrau Adelheid Selzkorn und Enkel des bekannten Baumeisters Joseph Effner.
Die Adelserhebung des Vaters „für sich und seine Abkömmlinge“ erfolgte am 4. März 1765.

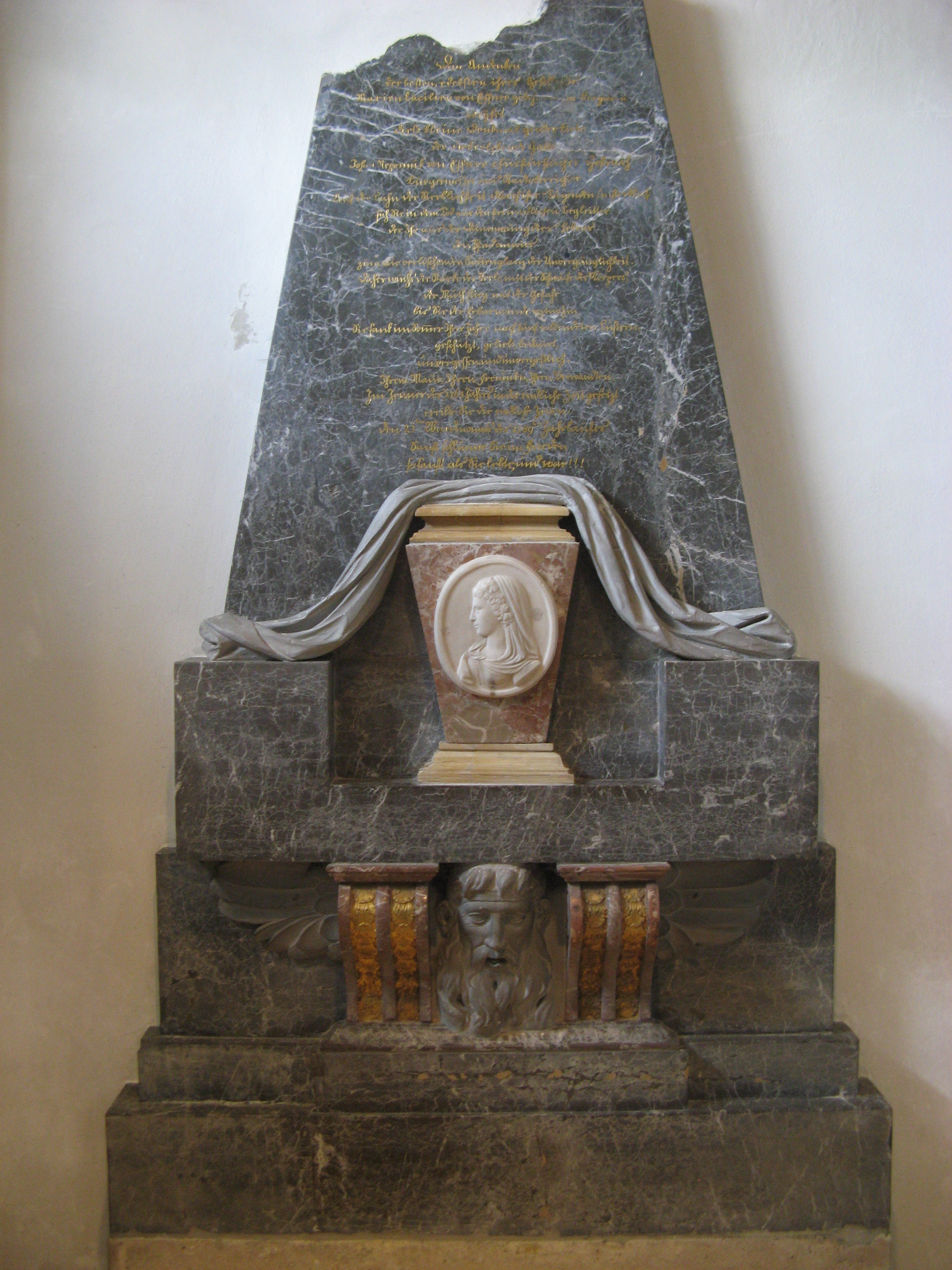
Das Epitaph der Cäcilie von Effner in St. Michael Perlach

Von 1774 bis 1776 ist Johann Nepomuk Student der Rechte in Ingolstadt.
Effner war von 1785 bis 1792 Eigentümer des Hofmarksitzes Perlachort.
Seine erste Ehefrau Cäcilie von Bergmann, Tochter des Stadtoberrichters Michael Adam Bergmann, starb bereits im Alter von 26 Jahren, am 23. November 1789.
In der Pfarrkirche St. Michael Perlach befindet sich ihr Epitaph mit einer bewegenden Inschrift in Kurrentschrift:

 Dem Andenken der besten, edelsten ihres Geschlechts

 Marien Cäcilie von Effner gebohrene Bergmann -

 weyhet dieß kleine Denkmal großer Liebe

 der überlebend Gatte Joh. Nepomuk von Effner

 churfürstlicher Hofrath

 Bürgermeister und Stadtoberrichter ...
Aus seiner zweiten Ehe mit Elisabetha Freiin von Erdt entstammen zwei Söhne und zwei Töchter.
Die Freiin war auch die langjährige Geliebte von König Max I.
1814 wird Effner in die Kommission zur Ausarbeitung einer Bayerischen Verfassung berufen.

## Karriere
(nach Marcus D. Ernst)
| 1. September 1778  | Hofratsakzessist. |
| 21. Juni 1779      | Wirklicher frequentierender Hofrat von der Ritterbank. |
| 19. April 1784     | Wirklicher frequentierender Geistlicher Rat. |
| 31. Januar 1786    | Entlassung mit Rückkehrrecht in die bisherigen Ämter, auf eigenes Ansuchen hin, um Amt eines Stadtoberrichters beim Stadtmagistrat München antreten zu können.                                                                    |
| spätestens 1790    | Bürgermeister, Oberstadtrichter und Bußamtskommissär, Wirklicher nicht frequentierender Hofrat und nicht frequentierender Geistlicher Rat.                                                                                        |
| 1791               | Amtsenthebung; die 1786 vorbehaltenen Rechte werden abgesprochen. |
| 14. Juli 1797      | Wiederanstellung als Wirklicher frequentierender Hofrat von der Ritterbank. |
| 25. Juni 1799      | Wiedereinräumung seines früheren Ranges. |
| 17. Januar 1800    | Revisionsrat. |
| o. J.              | Oberster Justizrat zu München. |
| 17. November 1806  | Geheimer Referendär im Geheimen Staatsministerium, Departement des Justiz unter Minister Heinrich Theodor Graf Topor von Morawitzky,                                                                                              |
| ab 14. August 1810 | unter Heinrich Graf von Reigersberg. |
| 27. November 1808  | Wirklicher Geheimer Rat im ordentlichen Dienst (effektives Mitglied) in der Sektion der Justiz. |
| 17. September 1814 | Ernennung zum Mitglied der Verfassungskommission 1814/15. |
| 2. Februar 1817    | Wirklicher Staatsrat im ordentlichen Dienst in der Sektion der Justiz und Generaldirektor des Königlichen Staatsministeriums der Justiz (StMJu) neben seinem Generaldirektor von der Becke, weiterhin unter Graf von Reigersberg. |
| 3. Mai 1817        | Bestätigung als Wirklicher Staatsrat im ordentlichen Dienst in der Sektion der Justiz. |

## Orden
Zivilverdienstorden, Ritter (19. Mai 1808), Kommandeur (26. Oktober 1810).